# Vita activa
Der Ausdruck Vita activa (lateinisch für „tätiges Leben“; griechisch bíos praktikós) bezeichnet in Philosophie und Theologie eine Lebensform, bei der praktische Arbeit und soziale Betätigung im Vordergrund stehen. Damit ist im philosophischen Kontext oft politisches Engagement, im kirchlichen Kontext insbesondere karitative und erzieherische Betätigung gemeint. Den Gegensatz dazu bildet die Vita contemplativa (griechisch bíos theōrētikós), das „betrachtende Leben“, das der Kontemplation (Betrachtung) gewidmet ist. Gegenstände dieser Betrachtung sind im philosophischen Diskurs vor allem im engeren Sinn philosophische – insbesondere metaphysische – Erkenntnisobjekte, aber auch generell alle  wissenschaftlich erforschbaren Gegebenheiten; in der Theologie und der katholischen Spiritualität handelt es sich hauptsächlich um die Betrachtung Gottes. Seit der Antike wird die Rangordnung der beiden Lebensweisen kontrovers diskutiert. Dabei geht es um die Frage, welche von ihnen wichtiger ist, einen höheren Rang beanspruchen kann und dem Menschen größeres Glück verschafft. Manche Autoren geben den Vorrang dem sozialen Handeln, der aktiven Gestaltung des gemeinschaftlichen Lebens, andere dem Forschen und Erkennen, dem zurückgezogenen Leben von Philosophen, Wissenschaftlern und Mönchen.

## Philosophie
Den Gegensatz der beiden Lebensweisen hat als erster Aristoteles herausgearbeitet. Er meinte, das der Wissenschaft gewidmete „betrachtende“ Leben des Philosophen sei schlechthin überlegen und die Quelle des höchsten Glücks. Das tätige Leben des politisch und sozial aktiven Menschen hielt Aristoteles zwar für weniger vollkommen, doch billigte er auch dieser Daseinsweise einen hohen Rang zu, wobei er insbesondere den Wert der Freundschaft betonte.
Unter den antiken Philosophenschulen gingen die Meinungen auseinander. Die von Platon gegründete Akademie und der Peripatos, die Schule des Aristoteles, bekannten sich zu dem Grundsatz, dass das „theoretische“, betrachtende Leben allen anderen Formen menschlicher Daseinsgestaltung überlegen sei; allerdings traten manche Peripatetiker für eine „gemischte“ Lebensform ein. Zu anderen Auffassungen gelangten die Stoiker, die Epikureer und die Kyniker. Die Stoiker verwarfen die Trennung und unterschiedliche Bewertung von Erkennen und Handeln. Die Epikureer traten zwar für eine zurückgezogene, unpolitische Lebensweise ein, lehnten aber den Vorrang der Betrachtung ab, denn nach ihrer Lehre ist die Praxis – das heißt bei ihnen das Luststreben – prinzipiell höherrangig. Die Kyniker waren gänzlich praxisorientiert und hielten die Kontemplation für nutzlos.
In der Moderne zeigt sich eine deutliche Tendenz zur Aufwertung der tätigen Lebensweise. Zu den Wortführern dieser Richtung zählt vor allem die Philosophin Hannah Arendt. Sie veröffentlichte 1958 ihr Werk Vita activa oder Vom tätigen Leben (englischer Originaltitel: The human condition). Darin analysiert sie die drei menschlichen Grundtätigkeiten Arbeiten, Herstellen und Handeln, wobei sie bei den antiken Griechen und dem Beginn der abendländischen Metaphysik ansetzt. Dies sei notwendig, um zu verstehen, „was wir eigentlich tun, wenn wir tätig werden“.

## Katholische Kirche

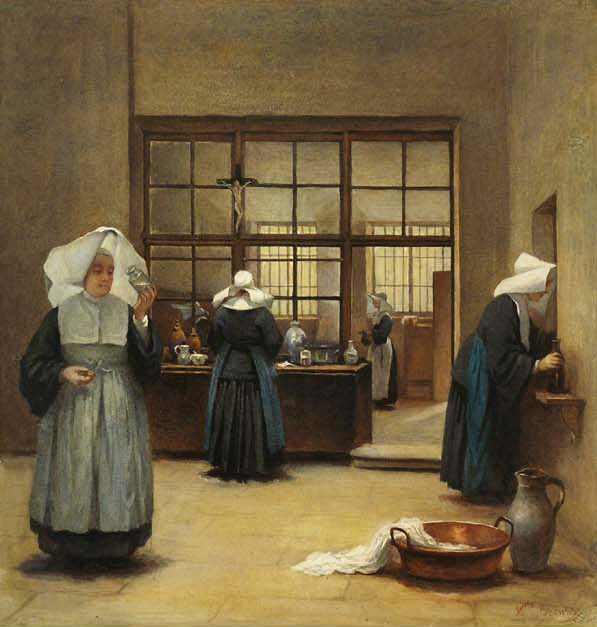
Angehörige der Kongregation der Barmherzigen Schwestern vom hl. Vinzenz von Paul, einer der bekanntesten aktiven Ordensgemeinschaften

In der katholischen Kirche bezeichnet Vita activa das aus den Ordensgemeinschaften erwachsene Ideal eines Lebens, in dem eine nach außen gerichtete Aktivität in einem besonderen Aufgabengebiet, dem Apostolat, eine wichtige Rolle spielt. Zu den Apostolaten zählt neben der Fürsorge für Hilfsbedürftige, Schwache, Kranke und Alte sowie der Erziehung und Bildung auch die Verkündigung des Evangeliums. Zu diesem Ideal der Vita activa, dem im Laufe der Kirchengeschichte auch die Beginen folgten, bekennen sich neben den sogenannten aktiven Ordensgemeinschaften und Kongregationen auch die Diakonissen. Es wird im Ordensleben dem kontemplativen monastischen Leben, der Vita contemplativa, gegenübergestellt.